# 松井宗恒
松井 宗恒（まつい むねつね）は、戦国時代から安土桃山時代にかけての武将。今川氏、甲斐武田氏の家臣。遠江国二俣城主。

## 生涯
今川氏の家臣・松井宗信の子として誕生。永禄3年（1560年）5月、桶狭間の戦いにて今川義元と共に父・宗信も戦死。それに伴い同年12月、家督及び跡式を継ぐことを認める文書（判物）数通を今川氏真より受給、父の遺領相続と松井衆の寄子の承継を認められている。また、これらによれば父・宗信は戦死時に左衛門佐と称し、宗恒は八郎と称した。さらに、父より引き継いだ寄子の武士は57名であったという。ただし、宗信戦死後は同族の松井宗親や松井助近が宗恒より以前に二俣城主に就任したとの諸説が存在する。
その後、居城の二俣城は永禄11年（1568年）12月、徳川家康の進攻を受け、松井衆は松井和泉守某・松井八郎三郎某などが今川氏真の信頼篤い城将・鵜殿三郎（鵜殿氏長）と共に降参し徳川氏に服属。しかし宗恒はこの時の動向は不明ながら、後には武田方に投じたとされ、元亀3年（1572年）には、武田氏より2千貫文の知行を宛われた。同年12月には甲斐国の武田信玄の攻撃で二俣城が再度落城している。宗恒一党はその後の武田氏滅亡に運命を共にしたとされる。

## 余族とその後
なお、永禄11年（1568年）の徳川氏帰属の際の鵜殿三郎の寄騎衆にみえる松井和泉守某は武田氏に降った宗恒とは袂を分けたが、元亀3年の二俣城再落城後は消息が知れない。和泉守の同族で同僚の松井八郎三郎の子（弟とも、士林泝洄による）に松井兵部少輔がある。こちらは徳川氏配下に復帰して松平康親娘・濱（はま）と天正11年（1583年）1月に結婚した。その子は尾張清洲城主松平忠吉の家臣・松井勘兵衛、その子・尾張藩名古屋町奉行の松井武兵衛と連なる。武兵衛の末裔が松井石根である。

## 関連古文書
1. 「永禄3年12月2日松井八郎（宗恒）宛、今川氏真判物」（「父左衛門佐宗信、度々忠節に及び軍忠抽んずるの事」）。
2. 「永禄3年12月9日松井八郎（宗恒）宛、今川氏真判物」（「遠江国所々知行分の事」）。
3. 「永禄3年12月9日松井八郎（宗恒）宛、今川氏真判物」（「松井八郎奏者人数」）：以上3篇は下記、参考文献 1 の所収文書。
4. 「永禄11年12月26日鵜殿三郎（氏廣）以下二俣先方衆宛、徳川家康判物」（「敬白 起請文の事」）：下記、参考文献 2 所収文書。
5. 「永禄11年12月26日鵜殿三郎（氏廣）以下二俣先方衆宛、徳川家康判物」（「今度馳走令しむに付き出し置く知行の事」）：下記、参考文献 3 所収文書。